# Razie Rahim
Pour les articles homonymes, voir Rahim.
Razie Rahim né le 25 août 1987, est un joueur de hockey sur gazon malaisien. Il évolue au poste de défenseur au Universiti Kuala Lumpur Hockey Club et avec l'équipe nationale malaisienne.
Il a fait ses débuts lors de la Sultan Azlan Shah Cup 2006.

## Palmarès

### Coupe d'Asie
- : 2017

### Jeux asiatiques
- : 2010, 2018

### Champions Trophy d'Asie
- : 2011, 2012, 2013, 2016

### Jeux d'Asie du Sud-Est
- : 2017